# Oon
Muhammad Fachroni, conocido artísticamente como Oon (Bandung, 18 de junio de 1972-ibíd., 13 de enero de 2017), fue un actor y cantante indonesio que integraba la banda musical Project Pop. Su carrera artística empezó a partir de 1992 y se integró a la banda a partir de 1996. Como actor debutó en su primera película titulada "Laskar Pemimpi" en el 2010. En el plano personal estaba casado con Ocha y ambos tienen un hijo llamado Raki.

## Filmografía
- Laskar Pemimpi (2010)
- Test Pack (2012)
- Get M4rried (2013)
- The Wedding & Bebek Betutu (2015)

## Discografía

### Con Project Pop
- 1996 - Lumpia Vs Bakpia
- 2000 - Tu Wa Ga Pat
- 2001 - Bli Dong Plis
- 2003 - Pop OK
- 2004 - Pop Circus
- 2007 - Six a Six
- 2008 - Top Of The Pop
- 2009 - You Got
- 2013 - Move On
- 2015 - Move On Lagi